# Рюті (Цюрих)
Рюті (нім. Rüti ZH) — місто  в Швейцарії в кантоні Цюрих, округ Гінвіль.

## Географія
Місто розташоване на відстані близько 115 км на схід від Берна, 27 км на південний схід від Цюриха.
Рюті має площу 10,1 км², з яких на 29,6% дозволяється будівництво (житлове та будівництво доріг), 34,6% використовуються в сільськогосподарських цілях, 33,8% зайнято лісами, 2% не є продуктивними (річки, льодовики або гори).

## Демографія
2019 року в місті мешкало 12 286 осіб (+2,7% порівняно з 2010 роком), іноземців було 24,8%. Густота населення становила 1221 осіб/км².
За віковим діапазоном населення розподілялося таким чином: 19,5% — особи молодші 20 років, 61,1% — особи у віці 20—64 років, 19,4% — особи у віці 65 років та старші. Було 5515 помешкань (у середньому 2,2 особи в помешканні).
Із загальної кількості 5053 працюючих 58 було зайнятих в первинному секторі, 1399 — в обробній промисловості, 3596 — в галузі послуг.